# Miodrag Stošić
Pour les articles homonymes, voir Stošić.
Miodrag Stošić, né le 25 février 1981 à Belgrade, est un footballeur professionnel serbe.

## Biographie
Formé à l'OFK Belgrade, Miodrag Stošić est sélectionné en équipe nationale de jeunes.
Il commence sa carrière en seniors au FK Loznica en deuxième division serbe.
En 2005, il rejoint le FK Vojvodina Novi Sad avec lequel il joue huit matches en Coupe de l'UEFA en 2007 et 2008. En 2009 il est vice-champion de Serbie. 
Toujours en 2009, il rejoint la D2 française avec le Nîmes Olympique. En trois saisons et demi il porte le maillot des Crocodiles à 104 reprises.
Au début du mois de décembre 2012, il résilie son contrat à l'amiable avec Nîmes, après cinq apparitions seulement en Ligue 2.
En janvier 2013, il signe au Stade lavallois, lors du mercato hivernal, pour six mois, plus une saison en option en cas de maintien. Son contrat est prolongé à l'intersaison 2013.

## Style de jeu
Dur sur l'homme, doté d'un bon jeu de tête et d'une frappe lourde qui peut amener le danger à 25 mètres du but adverse, Miodrag Stošić est un défenseur axial droit très physique, parfois rugueux, pouvant également jouer au milieu.

## Palmarès
- Championnat de Serbie :
  - Vice-champion : 2009

- Coupe de Serbie :
  - Finaliste : 2007